# Stephen P. Hempstead

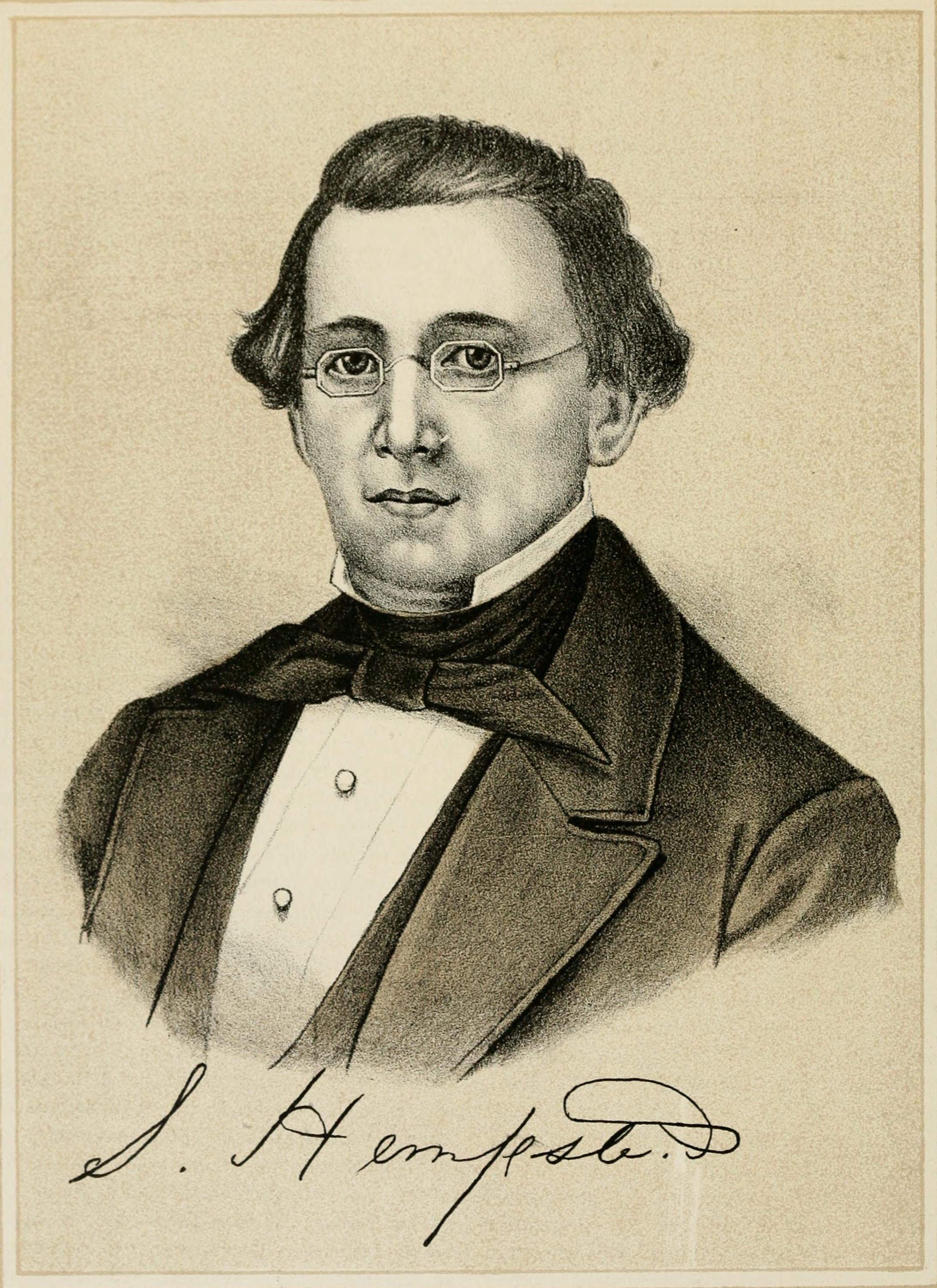
Stephen P. Hempstead – US-amerikanischer Politiker und Gouverneur von Iowa

Stephen P. Hempstead (* 1. Oktober 1812 in New London, Connecticut; † 16. Februar 1883 in Dubuque, Iowa) war ein US-amerikanischer Politiker (Demokratische Partei) und von 1850 bis 1854 der 2. Gouverneur des Bundesstaates Iowa.

## Frühe Jahre und Aufstieg in Iowa
Stephen Hempstead besuchte die örtlichen Schulen seiner Heimat und dann zwei Jahre lang das Illinois College in Jacksonville. Nach einem privaten Jurastudium, das er bei seinem Onkel absolvierte, wurde er im Jahr 1836 als Rechtsanwalt zugelassen. Daraufhin zog Hempstead nach Dubuque in Iowa, wo er in seinem neuen Beruf arbeitete.
Während des Black-Hawk-Krieges kämpfte Hempstead gegen die Indianer. Sein politischer Aufstieg begann im Jahr 1838. Damals wurde er in den territorialen Regierungsrat (Legislative Council) gewählt. Dieses Amt behielt er bis 1848. Er war auch Mitglied der verfassungsgebenden Versammlung von Iowa. Im Jahr 1850 wurde er zum neuen Gouverneur seines Staates gewählt.

## Gouverneur von Iowa
Stephen Hempstead trat sein neues Amt am 4. Dezember 1850 an. In seiner vierjährigen Amtszeit entstanden in Iowa 52 neue Countys. Unter Hempstead wurde eine sparsame Haushaltspolitik betrieben. Damals wurde auch die bereits 1846 ausgearbeitete Landesverfassung offiziell in Kraft gesetzt. Der Gouverneur förderte auch den Zuzug von Neusiedlern in seinen Staat.

## Weiterer Lebenslauf
Nach dem Ablauf seiner Amtszeit war Hempstead wieder juristisch tätig. Zwischen 1855 und 1867 war er Bezirksrichter im Dubuque County. Von 1869 bis 1873 war er Revisor (auditor) in Iowa und von 1882 bis zu seinem Tod im Februar 1883 war er Friedensrichter. Stephen Hempstead war mit Lavinia Moore Lackland verheiratet, mit der er sechs Kinder hatte.